# Gactornis enarratus
Gactornis enarratus là một loài chim trong họ Caprimulgidae.